# 薇林特斯纳·卡明斯卡娅
薇林特斯纳·卡明斯卡娅（1987年9月5日—）是白俄罗斯（至2018年）和乌克兰（自2018年6月起）的越野滑雪运动员。她参加過2014年冬季奥林匹克运动会、2018年冬季奥林匹克运动会和2022年冬季奥林匹克运动会以及越野滑雪世界盃。不過卡明斯卡娅在參加2022年冬季奥林匹克运动会比賽時未通过兴奋剂检測，并於2月16日被停赛。